# تیزواشه‌ها
تیزواشه‌ها (نام علمی: Tachyspiza) سرده‌ای دارای چندین گونه بازها، شهبازها و بازگنجشک‌ها از تیرهٔ بازان (Accipitridae) است. این گونه‌ها در گذشته در سردهٔ بازها (Accipiter) قرار می‌گرفتند.

## آرایه‌شناسی
سردهٔ Tachyspiza در سال ۱۸۴۴ توسط طبیعت‌شناس آلمانی Johann Jakob Kaup با Falco soloensis Horsfield (بازگنجشک چینی) به عنوان گونه نماد معرفی شد. این نام ترکیبی از واژه یونانی باستان ταχυς (takhus) به معنای «تیز» یا سریع با واژهٔ σπιζιας (spizias) به معنای «واشه» یا «باز» است.
گونه‌هایی که اکنون در این سرده قرار می‌گیرند در گذشته به سردهٔ Accipiter اختصاص داده شده بودند. مطالعات تبارزایی مولکولی نشان داد که Accipiter چندتبار بود و در بازآرایی بعدی برای ایجاد سرده‌های تک‌تبار، سردهٔ Tachyspiza بازیابی شد تا دارای ۲۷ گونه باشد که در گذشته در سردهٔ Accipiter قرار داده شده بودند.
این سرده دارای ۲۷ گونه است:

## گونه‌های منقرض‌شده
- † شهباز نیرومند Tachyspiza efficax - کالدونیای جدید
- † شهباز گیرا Tachyspiza quartus - کالدونیای جدید